# Polypedilum pseudoscalaenum
Polypedilum pseudoscalaenum är en tvåvingeart som beskrevs av Vimmer 1934. Polypedilum pseudoscalaenum ingår i släktet Polypedilum och familjen fjädermyggor.
Artens utbredningsområde är Israel. Inga underarter finns listade i Catalogue of Life.